# Mark polițistul

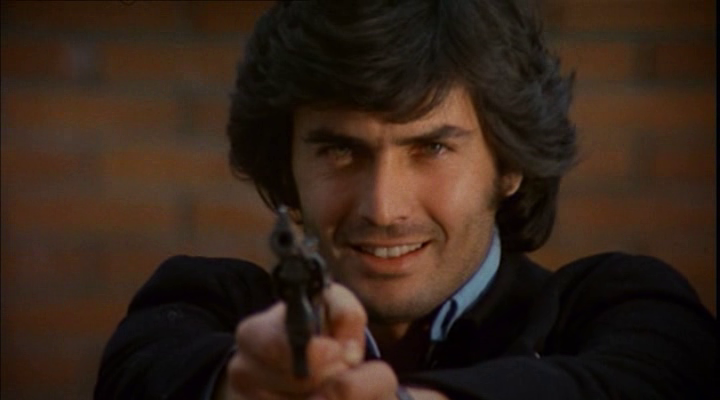
Scenă din film cu Franco Gasparri

Mark polițistul  (titlul original: în italiană Mark il poliziotto) este un film polițist italian, realizat în 1975 de regizorul Stelvio Massi, protagoniști fiind actorii Franco Gasparri, Lee J. Cobb, Giampiero Albertini și Sara Sperati.

## Conținut
Tânărul comisar Marco Terzi de la echipa de stupefiante din Milano, poreclit Mark după un curs de specializare în Statele Unite ale Americii, este convins că un respectabil industriaș, Benzi, este șeful unei organizații care se ocupă cu trafic de heroină. În ciuda obstacolelor legale și a unui șir de crime, el va putea obține dovezile de care avea nevoie fără a merge prea departe.

## Distribuție
- Franco Gasparri – comisarul Mark Terzi
- Lee J. Cobb – avocatul Benzi
- Giampiero Albertini – brigadierul Bonetti
- Giorgio Albertazzi – chestorul
- Sara Sperati – Irene
- Juan Carlos Duran – Gruber
- Andrea Aureli – adjunctul avocatului Benzi
- Francesco D'Adda – judecătorul de instrucție
- Danilo Massi – tânărul polițist
- Luciano Comolli – polițistul corupt
- Renato Paracchi –